# The World Is Not Enough (singel)
„The World Is Not Enough” (pl. „Świat to za mało”) – singel rockowego zespołu Garbage, promujący film o przygodach Jamesa Bonda o tym samym tytule. Utwór został wydany na płycie będącej ścieżką dźwiękową z filmu przez amerykańskie wytwórnie Radioactive Records i MCA podczas ostatnich miesięcy światowej trasy koncertowej grupy Garbage, promującej ich platynową płytę zatytułowaną Version 2.0.
Utwór został skomponowany przez Davida Arnolda, zdobywcę nagród Ivor Novello Awards i BMI Film Music, słowa zaś napisał Don Black, laureat nagród Tony, Grammy i Oscara. Kompozycja ta istnieje w pięciu różnych aranżacjach, a jej tekst został napisany w tradycyjnej już dla serii Jamesa Bonda stylistyce, łączącej motywy żądzy krwi i podtekstów erotycznych. Słowa “There’s no point in living if you can’t feel alive” („Życie nie ma sensu, jeśli nie czujesz, że żyjesz”) stanowią podsumowanie jednego z najważniejszych wątków w filmie i także znalazły się na płycie.
Do singla zrealizowano również wideoklip, którego reżyserii podjął się Philipp Stölzl. Wokalistka grupy, Shirley Manson, występuje w nim w roli androida.
Film został bardzo dobrze przyjęty przez większość krytyków, chociaż piosenka Garbage początkowo nie cieszyła się uznaniem. W pierwszej dziesiątce list przebojów utwór znalazł się we Włoszech, Norwegii i Finlandii, zaś na listach przebojów w Niemczech, Austrii, Szwajcarii i Wielkiej Brytanii był dopiero w pierwszej czterdziestce. Na liście największych przebojów muzycznych filmów o Bondzie amerykański internetowy serwis informacyjny IGN umieścił utwór Garbage na 9. miejscu. Singel był promowany na kilku różnych albumach. W roku 2007 znalazł się także na albumie zespołu Garbage typu „greatest hits” – Absolute Garbage.

## Historia
Utwór „The World Is Not Enough” został napisany przez Dona Blacka i Davida Arnolda pod koniec 1998 roku. Garbage nagrywało go w 1999 roku z Arnoldem w Londynie i Vancouver w przerwach europejskiej trasy koncertowej zespołu. Z niewiadomych do dziś powodów piosenka nie mogła zostać nagrana w żadnym z amerykańskich studiów nagraniowych. Do 23 sierpnia 1999 roku ukończono prace nad oryginalną i zmiksowaną wersją utworu. Don Black miał już na koncie teksty do takich piosenek jak „Thunderball” Toma Jonesa, „Diamonds Are Forever” Shirley Bassey, „The Man With The Golden Gun” w wykonaniu Lulu. Poza tym był autorem tekstów do tematu końcowego „Surrender” k.d. lang z filmu Tomorrow Never Dies, a także „Only Myself To Blame” Scotta Walkera z filmu The World Is Not Enough. Arnold skomponował muzykę do filmów Tomorrow Never Dies i The World Is Not Enough, a później pracował nad ścieżką dźwiękową do Die Another Day oraz Casino Royale, do którego napisał wraz z Chrisem Cornellem piosenkę tytułową „You Know My Name”.
We wrześniu 1998 właściciele wytwórni EON Productions i producenci serii filmowej o Jamesie Bondzie, Michael Wilson i Barbara Broccoli, powierzyli stworzenie ścieżki dźwiękowej do dziewiętnastego filmu o Bondzie, którego premierę wyznaczono na kolejny rok, kompozytorowi Davidowi Arnoldowi.
W listopadzie i grudniu 1998 Black i Arnold kontaktowali się telefonicznie, mailowo i za pośrednictwem faksu, a także poświęcili kilka spotkań na omówienie tekstu do „The World Is Not Enough”. Arnold powiedział później „że złączył ze sobą kilka nutek i kiedy nagle wyłoniła się z tego piosenka pomyślał, że to musi być to”. Do końca roku powstał tekst i skomponowano większość muzyki, brakowało już tylko mostku – krótkiej sekcji w środku piosenki.
Zespołowi produkcyjnemu zależało na jak najszybszym ukończeniu piosenki, bowiem jej fragmenty miały być wykorzystane w przewodnim motywie muzycznym. Do wersji DVD dodano komentarz reżysera „The World Is Not Enough”, Michaela Apteda, który wypowiedział się na temat swojego zaangażowania w tworzenie motywu przewodniego: „Przedstawiłem mu [Arnoldowi] swoją wizję dotyczącą melodii. Chcieliśmy, żeby piosenka była romantyczna i zapadała w pamięć. Nalegałem na jak najszybsze wydanie wstępnej wersji, by można ją było wpleść w motyw przewodni. Pamiętałem, że taki zabieg sprawdził się w przypadku Szpiega, który mnie kochał”; piosenka „Nobody Does It Better” została przewodnim motywem miłosnym filmu.
Arnold stwierdził, że tworzenie motywu przewodniego do Bonda to jak „czara z trucizną, ponieważ powstała piosenka może okazać się zbyt bondowska albo za mało bondowska”. Wspomniał, że potrzebowano orkiestry wraz z instrumentami elektronicznymi, ponieważ muzyka stanowi podstawę serii filmów o Jamesie Bondzie – „Jeśli James Bond porzuciłby smoking, gadżety i kobieciarstwo, poczulibyśmy się oszukani. Muzyka jest siatką bezpieczeństwa dla widzów. Bez niej nie byłoby filmu o Jamesie Bondzie, byłby zwyczajny film akcji.” Wyraził również potrzebę „klasycznego bondowskiego brzmienia”, jednak następnie stwierdził, że można je wyrazić również w innych piosenkach ścieżki dźwiękowej.
Jeszcze przed styczniem 1999 roku Arnold ukończył podstawowy zarys piosenki i nagrał jej demo we własnym studiu nagraniowym. Puścił ją Wilsonowi, Broccoli i Aptedowi, którzy powiedzieli, że są z piosenki „niezmiernie zadowoleni”. Jednak wytwórni MGM początkowo się ona nie spodobała, gdyż została uznana za balladę, a oczekiwano piosenki w innym tempie. Wytwórnia skontaktowała się z Arnoldem w marcu 1999 roku i stwierdziła, że „motyw składający się z trzech nut” w piosence „The world is not enough” jest zbyt podobny to motywu z wcześniejszych tematów muzycznych w filmach o Jamesie Bondzie. Arnold zgodził się na usunięcie sekwencji. Perkusista Butch Vig powiedział w rozmowie z Mr. Kiss Kiss Bang Bang „David wysłał nam robocze demo z partiami smyczkowymi zagranymi na syntezatorze oraz wstępnym tekstem Dona. Bardzo się nam to spodobało.”

Pomyślałem, że Garbage byłoby zespołem, który świetnie wywiąże się ze skomponowania tematu muzycznego, ponieważ Shirley Manson jest osobą, która z łatwością odnajdzie się w świecie Bonda. Kluczowym założeniem jest, żeby piosenka potrafiła skusić i przyciągnąć odbiorcę. Zawsze wierzyłem, że ta piosenka jest napisana z punktu widzenia Elektry King i powinna być jak żelazna pięść w aksamitnej rękawiczce. [...] Według mnie Shirley jest jedyną osobą we współczesnym świecie muzyki, która mogłaby być muzycznym ekwiwalentem Elektry. Jest to równie ważne jak dobór aktorów do ról – wybór właściwego głosu i nastawienia do piosenki.

Na początku Arnold spotkał się z wokalistką grupy Garbage Shirley Manson w Londynie w styczniu 1999 roku i zadzwonił do niej tydzień później, aby oficjalnie zaproponować jej występ na kolejnym singlu do filmu o Bondzie. Arnold wysłał zespołowi demo piosenki „The World Is Not Enough” rano, przed ich wyprzedanym występem na londyńskiej Wembley Arena 20 stycznia 1999 roku.
Aby uniknąć problemów prawnych związanych z wytwórnią płytową Manson (piosenkarka jest powiązana sześciopłytowym kontraktem z 1993 roku z wytwórnią Radioactive Records należącą do UMG, a w 1999 zespół podpisał kontrakty z niezależnymi wytwórniami Mushroom Records UK oraz Almo Sounds), piosenkę wyprodukowano na licencji Radioactive Records. Reakcja zespołu Garbage poproszonego o zagranie motywu bardzo spodobała się Arnoldowi: „Nigdy wcześniej nie słyszałem nikogo krzyczącego do słuchawki. Nigdy nikt nie odpowiedział na pytanie „czy chcesz to zrobić?” bardziej entuzjastycznie.”
Zespół Garbage był na europejskiej trasie koncertowej i nie mógł znaleźć czasu, aby nagrać i wyprodukować piosenkę. Koncert w Lizbonie 18 lipca 1999 roku zaplanowano w taki sposób, aby zespół skończył wcześniej i mógł udać się do Metropolis Studios w Londynie i nagrać kompozycję z sześćdziesięcioosobową orkiestrą Arnolda, a następnego dnia polecieć do Six-Fours-les-Plages we Francji, żeby kontynuować trasę koncertową. Wprowadzanie poprawek i produkcja piosenki odbyły się za pomocą telefonów i e-maili, ale większość piosenki nagrano w przeciągu tygodnia w sierpniu 1999 roku w Armoury Studios w Vancouver. Manson poprosiła o zmianę słów, ponieważ nie podobał się jej wers „I know when to kiss and I know when to kill”. W finałowej wersji piosenki pojawiła się zmiana naniesiona przez Arnolda i Blacka, którzy użyli pierwszej osoby liczby mnogiej. Piosenkę zamykają więc słowa „We know when to kiss and we know when to kill.”
Vig przypomniał MKKBB „To była dla nas ogromna różnica, ponieważ po raz pierwszy pracowaliśmy z sześćdziesięcioosobową orkiestrą, więc chcieliśmy mieć pewność, że kiedy przesłuchamy piosenkę, tonacja i tempo okażą się dobre. Nie było to łatwe – byliśmy w trasie, więc kontaktowaliśmy się z Davidem przez telefon. Zdarzało nam się grać w pokoju hotelowym w Niemczech... Rozstawialiśmy przenośny sprzęt i graliśmy muzykę przez telefon, a potem on grał po tamtej stronie. Ciężka sprawa, ale zadziałało na tyle, że byliśmy w stanie skomponować podstawową aranżację; mieliśmy lecieć do Londynu, żeby nagrać podstawowe fragmenty, ale chcieliśmy mieć już gotowe partie smyczkowe, żeby Shirley mogła śpiewać do tego nagrania. To jest jeden z najmocniejszych elementów piosenki.” Stwierdził też: „David skomponował partie smyczkowe w jeden dzień, a my przylecieliśmy tylko na moment i nagraliśmy podstawowe elementy – dodaliśmy trochę basów, gitary i wokal. Kontynuowaliśmy trasę po Europie przez kolejne 3 i pół tygodnia. Następnie polecieliśmy do Vanocouver, gdzie podrasowaliśmy piosenkę tak, by bardziej przypominała typową muzykę naszego zespołu. Polegało to głównie na wycinaniu i wklejaniu fragmentów, dodawaniu i usuwaniu materiału oraz ostatecznym jego nagraniu i zmiksowaniu.”

Jest to dla mnie duża zmiana pod względem wokalnym. Piosenka wymaga bardzo szerokiej skali głosu i żaden efekt nie ukryje ewentualnych braków. W zasadzie mój głos jest tu najważniejszy. Byłam przerażona i żaliłam się znajomym: „To będzie porażka! Na pewno mi się to nie uda!”, ale oni zapewniali mnie, że cokolwiek by się nie stało, nie będę najgorsza, bo na pewno nie wyjdę gorzej niż a-ha. Było to dla nas coś wspaniałego, bo już od dawna chcieliśmy stworzyć piosenkę do filmu o Bondzie. Prawdopodobieństwo, że dostaniemy taką szansę było równe zeru.

W czasie rozmowy, która odbyła się w sierpniu 1999 roku w studiu nagraniowym, Shirley Manson powiedziała dziennikarzom, że skomponowanie piosenki do filmu o Jamesie Bondzie zawsze było wielkim marzeniem zespołu Garbage. Powiedziała wtedy: „Podeszliśmy do tego z podobnym nastawieniem, z jakim podchodzimy do tworzenia muzyki w ogóle. Przyjęłam tę szansę z entuzjazmem, ponieważ filmy o Jamesie Bondzie to coś, co zawsze podziwiałam i co od moich najmłodszych lat miało przemożny wpływ na moją wyobraźnię. Przez cały czas czułam się niegodna tego zaszczytu, ale śpiew z całą orkiestrą to niesamowite przeżycie!”
W wywiadzie dla magazynu Kerrang! z września 1999 r. Manson stwierdziła również, że „jedną z największych atrakcji przy tworzeniu piosenki do filmu o Bondzie stanowi świadomość, iż zapisze się ona w historii światowego kina”.
Vig powiedział telewizji CNN: „Staraliśmy się upewnić, że wybrana aranżacja była dobra, zwłaszcza że utwór jest niezwykle dynamiczny i charakteryzuje się porywającą linią melodyczną. Jesteśmy całkiem zadowoleni z tego, co udało nam się osiągnąć. Fani zespołu będą usatysfakcjonowani, bo piosenka niewątpliwie wpisuje się w stylistykę Garbage. Z kolei dla wielbicieli Bonda utwór stanowi kolejny przebój z ich ulubionej filmowej serii”.
W rozmowie dla MKKBB wyznał też: „Orkiestra odegrała tu ogromną rolę i to właśnie ona wyznaczała momenty, w których wykonanie utworu musiało przebiegać bardzo dynamicznie. Dynamika tego kawałka jest rzeczywiście niezwykła, więc naturalnie ułatwiło to nam jego nagrywanie. Oprócz perkusji, gitary basowej oraz kilku pętli perkusyjnych, Duke i Steve dołączyli też odrobinę klasycznego gitarowego brzmienia. Próżno tu jednak szukać jakichś różnorodnych motywów muzycznych. Dodaliśmy co prawda parę miłych dla ucha popowych nut, ale całość ma za zadanie stanowić jedynie tło dla śpiewu Shirley”. Gitarzysta Steve Marker przyznał również w rozmowie dla Kerrang!: „We wszystkich filmach o agencie 007 muzyka odgrywała niezwykle ważną rolę. Mieliśmy więc przed sobą nie lada zadanie: zbytnio tego nie sknocić!”. Arnold postrzegał utwór jako „połączenie mocno teatralnego materiału  z równie wyrazistym tekstem i  idealnie dobranym zespołem”, które zostało stworzone w  „sprawnym procesie nagrywania”. Stwierdził: „Wszyscy czuli, że grają w jednej drużynie – dlatego całość ukończyliśmy tak szybko”.
Zespół Garbage nie pojawił się na premierze filmu, ponieważ występował wtedy w Tucson w Arizonie, podczas przerwy w trasie koncertowej. „Nie byliśmy w stanie przyjechać, ponieważ byliśmy wtedy w trasie koncertowej” – powiedział Butch Vig w wywiadzie dla CNN – “ale obejrzeliśmy film w Tucson w pierwszym tygodniu wyświetlania, w kinie ze zwyczajną widownią. Po seansie około pięćset dzieciaków czekało na nas przed kinem i prosiło o autografy, więc mieliśmy własną małą premierę”.

## Teledysk
Fabuła teledysku towarzyszącego piosence rozgrywa się w roku 1964 na nieznanej wyspie na Pacyfiku i przedstawia naukowców klonujących wokalistkę zespołu, Shirley Manson. Klon piosenkarki ma postać androida, który potrafi zabić wroga pocałunkiem. Przed wyruszeniem na misję Manson-android zostaje wyposażona w ładunek wybuchowy z ustawionym czasem eksplozji. W dalszej części wideoklipu postać zabija śmiertelnym pocałunkiem jednego z uczestników eksperymentu, a następnie jedzie samochodem do New Globe Theater, fikcyjnego teatru w Chicago, gdzie zabija pocałunkiem prawdziwą Shirley Manson. Później, podszywając się pod piosenkarkę, kobieta-android występuje na scenie wraz z muzykami z Garbage. W trakcie koncertu czas ustawiony wcześniej na zapalniku dobiega końca.
W teledysku wokalistka zespołu zagrała zarówno siebie, jak i kobietę-androida. W jednej ze scen Shirley Manson w rzeczywistości pocałowała bardzo podobną do siebie modelkę, która była jej dublerką.
Produkcji wideoklipu podjęło się Oil Factory Films, reżyserem był Philipp Stölzl, natomiast zdjęcia zrealizowano w Black Island Studios w Londynie podczas dwudniowej sesji, 23 i 24 września 1999 roku. W pierwszej kolejności nakręcono większość scen, w których Manson wciela się w androida (scenę w laboratorium, w samochodzie i oba pocałunki). W drugim dniu zdjęć, w scenie rozgrywającej się na deskach teatru, Manson towarzyszyli już pozostali członkowie zespołu. W scenie wykorzystano materiały pirotechniczne. Postprodukcję i montaż zakończono w dwa tygodnie po ukończeniu zdjęć.
Na pomysł, aby Manson zagrała klona samej siebie, wpadł reżyser teledysku Philipp Stölzl. Vig opisał proces kręcenia teledysku jako „dużo bardziej upierdliwy od samego nagrywania piosenki. To było jak robienie mini-filmu o Bondzie”. John Pennicott, którego firma zajęła się skonstruowaniem modelu androida, powiedział MTV: „Przy wyglądzie androida inspirowaliśmy się scenopisem obrazkowym Philippa. Użyliśmy części samolotów, odłamków pocisków odrzutowych, kawałków rur, metalu i plastiku. Te poszczególne elementy złożymy w taki sposób, że będą idealnie pasowały do rysunków Philippa. W postprodukcji części wewnątrz androida zostaną komputerowo umieszczone w ciele Manson tak, aby wyglądała ona, jakby była maszyną w środku”. Vig powiedział MKKBB: „[Philipp] sporządził wstępną wersję scenariusza, która bardzo nam się spodobała, ale z jakiegoś tam powodu, dlatego że za to płacili, MGM i EON uznały, że nie była wystarczająco w klimacie Bonda. Więc rozmyślaliśmy, co tu zrobić, bo zależało nam, aby nakręcić teledysk, który byłby też w stylu Garbage.” Wtedy Philipp zaproponował drugą wersję, który była niesamowita. Przypomina mi ten film Alfreda Hitchcocka Człowiek, który wiedział za dużo (1956). Niektóre ujęcia są jak u Stanleya Kubricka. Wizualnie to naprawdę wspaniały, niesamowity teledysk. „Dla nas było też ważne, aby to był teledysk Garbage. To jest piosenka do filmu i wszystkie jej elementy wpisują się w klimat filmów o Bondzie, łącznie z samym tekstem piosenki. Piosenka stanowi też pewnego rodzaju hołd dla klasycznych scenariuszów do filmu o Bondzie.
Manson powiedziała Melody Maker: „Nasz teledysk przypomina mini-film akcji o Bondzie, w którym android pozbywa się zła ze świata, poświęcając się przy tym jak wojownik kamikaze. Nie mogliśmy już chyba bardziej oddać klimatu filmów o Bondzie.” Vig dodał, że ‘Bardzo nam się podoba pomysł na to, żeby Shirley była bombą. Że jest zła Shirley i dobra Shirley, a ty sam nie wiesz która jest która. Chyba można się tego domyślić pod koniec. To jest w sumie też bardzo kampowe. W niektórych filmach z Bondem zawsze jest element campu. Sądzimy, że w samym teledysku jest dużo takich bondowskich momentów, które wyszły naprawdę dobrze. Jesteśmy zadowoleni z końcowej wersji. Kręcenie teledysku do piosenki „The World Is Not Enough” zostało udokumentowane przez amerykański program 'Making the Video' oraz przez dziennikarzy z brytyjskiego magazynu muzycznego Kerrang!. Premiera teledysku odbyła się po emisji specjalnego odcinka ‘Making the Video’ na MTV, dnia 20 października 1999 roku, a następnego dnia teledysk zadebiutował na TRLu. Teledysk miał swoją premierę na Wyspach Brytyjskich dn. 21 października na tamtejszym MTV (MTV UK and Ireland). Został on wyemitowany w telewizji naziemnej dn. 25 października, 1999 roku, na Channel 4, w tzw. T4.
Istnieją dwie wersje teledysku, jedna z nich zawiera materiał filmowy. Standardowa wersja, pokazywana najczęściej w stacjach telewizyjnych, jest dostępna na płytach wydanych przez wytwórnię zespołu Garbage. Wersja z fragmentami filmu była emitowana głównie przez amerykańskie kanały muzyczne. Teledysk ten jest jednym z dodatków na DVD 'Świat to za mało', wydanej na skalę światową w 2002, oraz w 2006, w rozszerzonej wersji pod nazwą ‘Ultimate Edition’.
Vig powiedział MKKBB, że ‘W tym przypadku, bo ten teledysk jest bardzo narracyjny, mam na myśli, że niektóre teledyski są w pewnym sensie abstrakcyjne i raczej nie mają fabuły. Tutaj było bardzo ważne, żeby jakoś utrzymać fabułę. Jest jedna wersja teledysku bez fragmentów z filmu. W drugiej znajduje się 15-20 sekund ujęć z filmu, które zostały wstawione do teledysku w drugiej zwrotce poprzez podzielenie ekranu na dwie części. W ten sposób narracja jest kontynuowana w lewej części ekranu, podczas gdy po prawej można zobaczyć zdjęcia z filmu.

## Oficjalne remiksy
Członek zespołu Garbage, Steve Marker, twierdził, że zespół przearanżował piosenkę wiele razy, włączając w to przeróbkę „Chilled Out Remix”, wydaną jako materiał promocyjny. Niemniej jednak wersja „Hawaiian Luau Trance remix”, o której wspomniał raz na stronie internetowej zespołu, mogła być tylko żartem. Istnieje pięć oficjalnych remiksów tej piosenki: wersja filmowa, wersja studyjna, „Chilled Out remix”, UNKLE remix oraz UNKLE remix beats.
Aranżacja filmowa piosenki „The World Is Not Enough” jest remiksem oryginału, gdzie większy nacisk położony został na partie orkiestry. Nigdy nie została ona wydana w formacie audio. „Chilled Out Remix” miał być dodany jako b-side do brytyjskiego wydania singla, ale jako a-side do wydania amerykańskiego. Remiks ten pozbywa się klimatu piosenek z filmów o Jamesie Bondzie na rzecz bardziej rozpoznawalnego charakteru muzyki Garbage. Zespół skończył pracę nad tą wersją utworu we wrześniu 1999 roku w prywatnym studio. Wersja UNKLE Remix Beats jest dostępna jedynie na wydanym przez UNKLESounds „Do Androids Dream of Electric Beats?” (CMB 50) (2003).

## Występy na żywo
“The World Is Not Enough” miało swoją premierę na żywo na Uniwersytecie w Denver (w Kolorado) 20 października 1999 roku. Potem było regularnie grane jako bis podczas każdego występu na trasie zespołu MTV Campus Invasion Tour. Garbage wykonywali uboższą o partię smyczkową wersję piosenki za każdym razem, aż do finałowego występu na Uniwersytecie Kalifornia w Irvine 24 listopada 1999 roku, który był też ostatnim dniem światowej trasy koncertowej „Version 2.0”. Vig powiedział MKKBB: „Nie sądzę, żeby w Denver ktokolwiek wiedział, co to było za nagranie, potem graliśmy utwór na Uniwersytecie Western Illinois w Macomb i Uniwersytecie w Chicago, a tłum szalał, gdy graliśmy tę piosenkę.” Singiel był też zagrany na żywo w programie „Late Show with David Letterman” 1 listopada 1999 roku. Była to jedna promocja telewizyjna nagrania.

## Wydania
“The World Is Not Enough” wyciekło do sieci 1 października 1999 roku. Niskiej jakości nagranie w formacie MP3 dostępne było na stronach umożliwiających ściąganie plików po tym, jak bezprawnie zgrano ją z programu radiowego stacji Los Angeles. Dość szybko okazało się, że do Internetu wyciekł nagrany przez Garbage remiks, a nie motyw przewodni filmu. Autentyczna wersja została wysłana 4 października 1999 r. do amerykańskich stacji radiowych takich, jak: AAA, Alternative, Modern Adult, czy Modern Rock. Na antenie zadebiutowała jednak dopiero tydzień później, 11 października 1999 r. Piosenka nie dostała się na zestawienie Hot 100 Airplay magazynu Billboard, ale uplasowała się na amerykańskiej liście ARC Weekly Top 40, niezwiązanej z czasopismem. Najwyższe, trzydzieste pierwsze miejsce osiągnęła pod koniec trzeciego tygodnia w zestawieniu.
W Wielkiej Brytanii piosenka „The World Is Not Enough” została wydana 15 listopada 1999 r. Ukazała się zarówno jako maxi-singiel w srebrnym digipaku, jak i na kasecie magnetofonowej. Zarówno na płycie, jak i kasecie znaleźć można motyw przewodni filmu oraz jeden z utworów z muzyki filmowej, „Ice Bandits” Davida Arnolda, który, przez niejasną notę z tyłu opakowania, został mylnie uznany za nową piosenkę grupy Garbage. Płyta CD zawierała także remiks utworu tytułowego, wykonany przez trip hopową grupę UNKLE. Singiel dotarł do miejsca jedenastego, nie stając się tym samym szóstym hitem w historii Garbage, który dostałby się do pierwszej dziesiątki. Niemniej jednak pozostał na liście aż dziewięć tygodni, co nie udało się dotąd żadnej z ich piosenek ani wtedy, ani nigdy więcej po roku 2007. W Irlandii dotarł najwyżej do miejsca trzydziestego.
Universal Music Group rozpowszechniało singiel na terenie Europy od 15 listopada do 7 grudnia 1999 r. Zamiast kasety magnetofonowej w Europie wydano jedynie singiel CD zawierający dwa utwory. Singiel odniósł sukces w wielu europejskich krajach, w których zespół Garbage nie cieszył się wcześniej uznaniem; ich piosenka uplasowała się w pierwszej dziesiątce na listach przebojów we Włoszech, na Łotwie, Litwie, Norwegii i Finlandii (płyta była pierwszym sukcesem zespołu we Włoszech) oraz w pierwszej czterdziestce w Izraelu, Niemczech, Austrii i Szwajcarii (gdzie gościła całe trzy miesiące).
Wysoka sprzedaż singla zachęciła wytwórnię BMG, czyli europejskiego dystrybutora Garbage, do reedycji w lutym 2000 r. ich singla z 1999 r. „When I Grow Up”. Album z soundtrackiem „The World is Not Enough” został wydany w Stanach przez Radioactive Records / MCA 9 listopada 1999 r. przed premierą filmu, która miała miejsce 19 listopada 1999 r. Brytyjska premiera soundtracku odbyła się 7 grudnia 1999 r.
Stacja MTV Europe zaprezentowała singiel podczas gali MTV Europe Music Awards w ramach promocji filmu „Świat to za mało” – kanał wyemitował nawet wideoklip na kilka minut przed rozpoczęciem relacji na żywo z rozdania nagród. Zaproszeni goście Pierce Brosnan i Denise Richards oddali tamtego wieczoru BMW Z8, samochód który pojawił się w teledysku.

## Reakcja mediów
„Music Week” jako pierwszy 24 czerwca 1999 roku ogłosił zespół Garbage potencjalnym wykonawcą piosenki do filmu. Magazyn podał również informację, że powstało „demo utworu, które zyskało uznanie” i że pomysł, aby to Garbage wykonał piosenkę przypadł producentom do gustu po tym jak odrzucili oni propozycje wokali Jamiroquai, Robbiego Williamsa, Sharleen Spiteri z zespołu Texas, Björk i Melanie C.
The Hollywood Reporter podał 9 lipca 1999 roku, że „osoba dobrze poinformowana” powiedziała im, że „Fakt, iż [Garbage], mimo że jest grupą amerykańską, ma lidera z Wielkiej Brytanii działa na ich korzyść”.
David Arnold rozmawiał później z The Sunday Times i zaprzeczył doniesieniom „Music Week” jakoby Williams, Jamiroquai i Björk zgłosili swoje wokale. Powiedział również, że singiel powstał do filmu, a nie dla określonego artysty lub z jakimkolwiek artystą w zamyśle. Później w lipcu, Don Black powiedział Dotmusic, że „piosenka odzwierciedla film. Opowiada historię, która oczywiście jest o dominacji nad światem, ale jest przy tym znacznie bardziej osobista i poważna. Jest trochę balladą i ma w sobie nieco dramaturgii, ale ciągle jest nowoczesna”.
Dopiero 8 listopada 1999 zespołowi Garbage zostało oficjalnie przypisane autorstwo singla. Gary Kurfist, przewodniczący wytwórni Radioactive Records i producent tego projektu, powiedział wówczas w oświadczeniu dla prasy: „Znam Barbarę Broccoli od lat i jestem zachwycony, że mamy okazję razem pracować. Muzyka do tego filmu jest pierwszorzędna, piosenka zespołu Garbage świetna, a Shirley Manson, jak zwykle, znakomita.” Jay Boberg, prezydent MGMu, stwierdził: „Każdy film o Jamesie Bondzie jest ważną częścią kultury popularnej. Zawsze byłem fanem Bonda, dlatego jestem podekscytowany, że uczestniczę w wydaniu ścieżki dźwiękowej do filmu.” Dodał także, wbrew wcześniejszej negatywnej ocenie piosenki przez MGM: „Garbage jest jednym z najlepszych współczesnych zespołów. Tytułową piosenkę wykonali brawurowo.”
Paul Atkinson, producent wydanej przez EMI składanki The Best of Bond...James Bond, powiedział w telewizji CNN: „Do każdego filmu o Jamesie Bondzie wybierany jest muzyk dobrze znany, o sławnym nazwisku. Pod względem marketingowym dobrze jest być kojarzonym z artystą, który jest modny, a jego twórczość dobrze się sprzedaje. O Garbage będzie się dużo mówiło w mediach, a ich piosenka będzie często grana w MTV.”

## Odbiór przez krytyków
Przez większość krytyków piosenka „The World Is Not Enough” została odebrana pozytywnie. Magazyn Kerrang! zauważył: „Nic nie daje zespołowi nieśmiertelności tak jak nagranie piosenki tytułowej do filmu o Bondzie. Rosnąca sława Garbage nie ucierpi przez nagranie orkiestralny piosenki, która w swojej wzniosłości przypomina hymn”.

## Naruszenie praw autorskich
MGM wniosło o wydanie przyspieszonego orzeczenia, twierdząc, że istnieją bezsporne fakty potwierdzające, że David Arnold stworzył utwór samodzielnie. Sąd w Tannessee przyjął wniosek. Fogerty i Crow ostatecznie przyznali, że Arnold nie miał dostępu do piosenki „This Game We Play”, dopóki Crow osobiście nie dostarczył jej nagrania do siedziby MGM w lutym 1999 roku. W sądzie na podstawie wpisów do dziennika, dostarczonych faktur, wykazu rozmów telefonicznych, danych komputerowych oraz „niezbitych dowodów” w postaci zeznań Arnolda, jego osobistego pomocnika Trisha Hillisa, Blacka i Manson udowodniono, że utwór „The World Is Not Enough” został napisany już wcześniej. Nie dokonano w nim również żadnych znaczących zmian od momentu, w którym Fogerty i Crow doręczyli go wytwórni. Z tekstu usunięto jedynie jeden wers (mając na względzie zdanie Shirley Manson) a z partytury zniknął „akord trójdźwiękowy” (na życzenie MGM).

## Wykorzystanie nagrania
Wytwórnia Mushroom Records po raz pierwszy umieściła utwór „The World Is Not Enough” w swojej dyskografii Garbage w lipcu 2001 roku na promocyjnym albumie zatytułowanym previousgarbage, który obejmował wszystkie single grupy w kolejności wydania. Singiel pojawił się również jako utwór bonusowy na trzecim albumie grupy Beautifulgarbage wydanym w Japonii przez Sony Music International oraz w roku 2007 na albumie z największymi przebojami Garbage Absolute Garbage. Znalazł się też na płycie The Best of Bond...James Bond oraz na składankach, takich jak Let’s Go to the Movies: From the Street, Top of the Pops 2000, Vol. 1 Universal Music TV 541 197-2 (2000) czy Reloaded 2.
Wiele nagrań zostało wydanych w hołdzie Jamesowi Bondowi od 1999 roku, jak na przykład: „James Bond Collection”(Kolekcja Jamesa Bonda) wydana przez Praską Orkiestrę Symfoniczną w 2002 roku, „007 Classics” (Klasyki agenta 007) z 2002 roku wydana przez Międzynarodową Filharmonię Las Vegas oraz „Shaken not Stirred: The essential James Bond Themes”(Wstrząśnięte, nie mieszane: Niezbędnik motywów z Jamesa Bonda) z 2006 roku wydane przez Orkiestrę Iana Richa. Wszystkie wymienione kompilacje zawierały utwór „The world is not enough”. Kanadyjska piosenkarka Diana Krall wykonała tę piosenkę jako singiel dla brytyjskiego programu telewizyjnego „The Songs of Bond” (Piosenki Bonda) w 2002 roku. Turecki muzyk folkowy Müslüm Gürses nagrał cover tej piosenki i umieścił go w swoim albumie Aşk Tesadüfleri Sever (Miłość kocha zbiegi okoliczności) z 2006 roku. Utwór został zmieniony i zaśpiewany po turecku pod nowym tytułem „Bir Ömür Yetmez” (Życie to za mało).
Reklama telewizyjna promująca grę wideo „The World Is Not Enough” firmy Electronic Arts stowrzoną dla konsoli PlayStation i Nintendo 64 otrzymała w 2000 roku licencję na wykorzystanie utworu. Ponadto podczas Amerykańskich Mistrzostw tańca na lodzie (Champions on Ice) w sezonie 1999/2000, łyżwiarka figurowa Michelle Kwan wykonała swój program, którego fragment choreografii ułożony został do tego singla.

## Lista utworów

### Wydania komercyjne
- Kaseta w UK RAXC-40
- Singiel na płycie CD w UE 155 675 2

1. „The World Is Not Enough” – 3:57
2. „Ice Bandits” – 3:42

- Płyta CD w UK RAXTD-40
- Maxi singiel na płycie CD w UE 155 672 2

1. „The World Is Not Enough” – 3:57
2. „The World Is Not Enough – U.N.K.L.E. Remix” – 5:13
3. „Ice Bandits” – 3:42

### Wydania promocyjne
- Płyta promo CD w Hiszpanii GARBAGE007 – zatytułowana „El Mundo Nunca es Suficiente”
- Płyta promo CD w USA RAR5P-4428

1. „The World Is Not Enough” – 3:57

- 7” Jukebox Promo w UK RAXJB-40

1. „The World Is Not Enough” – 3:57
2. „Ice Bandits” – 3:42

- Płyta promo CD w UK GARBAGE007

1. „The World Is Not Enough” – 3:57
2. „The World Is Not Enough – Chilled Out Remix” – 3:59

- Płyta promo CD w USA RAR5P-4448

1. „The World Is Not Enough – Chilled Out Remix” – 3:59
2. „The World Is Not Enough” – 3:57

- Płyta promo CD w Japonii ICD-267

1. „Sweetest Coma Again” -?:??
2. „The World Is Not Enough” – 3:57

- 12” Promo w UK RAXTDJ-40

1. „The World Is Not Enough – U.N.K.L.E. Remix” – 5:13
2. „The World Is Not Enough – Chilled Out Remix” – 3:59
3. „The World Is Not Enough” – 3:57

Wytwórnie płytowe na całym świecie wydały również dużą liczbę różnych promocyjnych płyt CD-R. Każda płyta zawiera albo jeden odrębny remiks albo trzy główne wersje singla w rozmaitych kombinacjach.

## Lista wykonawców i twórców albumu

### Singiel
Wersja albumowa
- Muzyka: David Arnold
- Słowa: Don Black
- Produkcja: Garbage & David Arnold
- Wykonanie & remiks: Garbage
  - Śpiew: Shirley Manson
  - Gitara: Steve Marker, Duke Erikson
  - Gitara basowa: Duke Erikson
  - Perkusja: Butch Vig
- Inżynieria dźwięku: Billy Bush
- Pomoc w zakresie inżynierii dźwięku (UK): Matt Lawrence
- Pomoc w zakresie inżynierii dźwięku (Kanada): Paul Forgues
- Dodatkowa gitara basowa: Daniel Shulman
- Miejsce nagrania singla: Metropolis Studios w Londynie, Wielka Brytania oraz Armoury Studios w Vancouver, Kanada.
- Mastering: Scott Hull (Classic Sound)

Wersja filmowa
- Aranżacja: David Arnold

Remiks Chilled Out
- Autor remiksu: Garbage
- Miejsce nagrania remiksu: Smart Studios w Madison, Wisconsin

Remiksy grupy U.N.K.L.E.
- Remiks: UNKLE (James Lavelle i Richard File dla UNKLE Productions)
- Pro Tools: Damien Taylor
- Projekt: Cameron Craig
- Bas wspomagający: Joel Cadbury (z brytyjskiej grupy South)
- Wspomagające melotron i pianino: Carwyn Ellis
- Wytwórnie: United Lion Music (BMI) i Metro-Goldwyn-Mayer Music

### Teledysk
- Spółka produkcyjna: BFCS / Oil Factory
- Reżyser: Philipp Stölzl
- Producent wykonawczy: Gary Kurfirst
- Producent: Hilary Davis
- Operator zdjęć: John Mathieson
- Kompozycja: David Cox
- Stylista: William Baker
- Scenografia: Max Gottlieb
- Animatronika: John Pennicott (Pennicott Payne Ltd)

- Ekranowy dubler Shirley Manson: Clare Zerny
- Ofiara pokazowa: Adrian Corrigal
- Czas trwania teledysku: 3:59
- Data wydania: October 14, 1999
- Premiera radiowa: October 20, 1999
- Prawa autorskie: MCA / MGM
- ISRC: US-MCV-99-0023-0 / ZZ-VPL-05-0005-0[56]

## Pozycje na listach przebojów
| Notowanie (1999)                         | Najwyższa pozycja |
| ---------------------------------------- | ----------------- |
| Włochy – Italian Singles Chart           | 5                 |
| Finlandia – Finnish Singles Chart        | 7                 |
| Norwegia – Norwegian Singles Chart       | 7                 |
| Wielka Brytania – UK Singles Chart       | 11                |
| Szwajcaria – Swiss Singles Chart         | 16                |
| Irlandia – Irish Singles Chart           | 30                |
| Stany Zjednoczone – US ARC Weekly Top 40 | 31                |
| Austria – Austrian Singles Chart         | 40                |
| Szwecja – Swedish Singles Chart          | 54                |
| Francja – French Singles Chart           | 55                |